# Coldwater (Kansas)
Coldwater település az Amerikai Egyesült Államok Kansas államában, Comanche megyében, melynek megyeszékhelye is. Lakosainak száma 687 fő (2020. április 1.).

## Népesség
A település népességének változása:

| 2010 | 828 |
| 2020 | 687 |